# Jennifer Warren
Jennifer Warren (* 12. August 1941 in New York City, New York) ist eine US-amerikanische Schauspielerin und Regisseurin. Bei dem 1989 mit dem Oscar ausgezeichneten Dokumentar-Kurzfilm You Don’t Have to Die war sie Co-Produzentin. Bekannt wurde sie in den 1970er Jahren durch ihre Hauptrollen in den Spielfilmen Schlappschuss und Die heiße Spur.

## Leben und Werk
Warren wurde im New Yorker Stadtteil Greenwich Village als Tochter des Zahnarztes Barnett Warren und der Schauspielerin Paula Bauersmith geboren.
Sie nahm am HB Studio in Greenwich Village Schauspielunterricht und verfolgte eine Karriere als Theaterschauspielerin am Broadway und an angesehenen regionalen Theatern. Für ihre Rolle in 6 Rms Riv Vu erhielt sie 1973 den Theatre World Award.
Warren spielte in über zwanzig Kino- und Fernsehfilmen Hauptrollen, darunter sind Schlappschuss, Die heiße Spur, Fatal Beauty und Ein anderer Mann, eine andere Frau. Daneben wirkte sie in einigen Fernsehserien in Gast- und Nebenrollen mit.
Im Rahmen eines Directing Workshops for Women am American Film Institute entstand der Kurzfilm Point of Departure, den Warren produzierte und bei dem sie Regie führte. Der Film wurde 1982 mit einem CINE Golden Eagle ausgezeichnet.
Heute ist Warren Senior Lecturer an der USC School for Cinematic Arts.
Sie war von 1964 bis 1969 mit Fritz DeBoer verheiratet. Aus ihrer 1976 geschlossenen zweiten Ehe mit dem 2011 verstorbenen Fernsehproduzenten Roger Gimbel hat Warren einen Sohn namens Barnett.

## Filmografie

### Als Schauspielerin
| - 1969: Wer die Killer ruft (Sam's Song) - 1974: After the Fall - 1975: Die heiße Spur (Night Moves) - 1975: The Bob Newhart Show - 1975, 1975: Kojak – Einsatz in Manhattan (in 2 Folgen) - 1976: Banjo Hackett: Roamin' Free - 1976: Shark Kill - 1976: Serpico (Folge „Prime Evil“) - 1977: Schlappschuss (Slap Shot) - 1977: Most Wanted (in 2 Folgen) - 1977: Ein anderer Mann – eine andere Frau (Un autre homme, une autre chance) - 1977: The Fitzpatricks (in der Folge „Say Goodbye to Buddy Bonkers“) - 1978: Am Anfang weint man (First, you cry) - 1978: Cowboy mit 300 PS (Steel Cowboy) - 1978: Eisfieber (Ice Castles) - 1979: Champions: A Love Story - 1979: Butterflies - 1980: Der Aufseher von Angel City (Angel City) - 1981: Entscheidung in Not (The Choice) - 1981: Targoor – Reise ins Grauen (The Intruder Within) - 1981: Freedom | - 1982: Paper Dolls - 1983: Bekenntnisse eines Ehemanns (Confessions of a Married Man) - 1983: Cagney & Lacey in der Folge „Eine Krise“ (Burn Out) - 1984: Amazons - 1984: Celebrity: Der Ruhm (Celebrity) - 1984: Night Shadows - 1984: Karussell der Puppen (Paper Dolls), 13 Folgen - 1985: Spiegel (Mirrors, ohne Nennung im Abspann) - 1987: Hotel, in der Folge „Schwankungen“ (Controlling Interests) - 1987: Fatal Beauty - 1988: CBS Schoolbreak Special (in der Folge „Gambler“) - 1988: bis 1989 Inspektor Hooperman (Hooperman) (4 Folgen) - 1989: Schmutziges Spiel (Full Exposure: The Sex Tapes Scandal) - 1990: Alles Okay, Corky? (Life goes on), in der Folge „It Ain't All It's Cracked up to Be“ - 1990: A Family for Joe (in der Folge „A Little Romance“) - 1991: Das Leben stinkt (Life Stinks), ohne Nennung im Abspann - 1991 und 1994: Mord ist ihr Hobby (Murder, She Wrote) (2 Folgen) - 1994: Aussichtslos (The Beans of Egypt, Maine) - 1997: Schwarze Messen auf dem Kampus (Dying to Belong) - 2000: Der Tod kommt nie allein (Partners in Crime) |

### Als Regisseurin
- 1982: Point of Departure
- 1994: Aussichtslos (The Beans of Egypt, Maine)
- 2000: Der Tod kommt nie allein (Partners in Crime)

### Als (Co-)Produzentin
- 1982: Point of Departure
- 1988: You Don't Have to Die